# میات
میات (به فرانسوی: Mayate) یک منطقهٔ مسکونی در مراکش است که در استان قلعه سراغنه واقع شده‌است. میات ۱۱٬۵۰۴ نفر جمعیت دارد.